# Kilapavoor
Kilapavoor es una ciudad y nagar Panchayat situada en el distrito de Tenkasi en el estado de Tamil Nadu (India). Su población es de 22231 habitantes (2011). Se encuentra a 11 km de Tenkasi y a 40 km de Tirunelveli.

## Demografía
Según el censo de 2011 la población de Kilapavoor era de 22231 habitantes, de los cuales 11162 eran hombres y 11069 eran mujeres. Kilapavoor tiene una tasa media de alfabetización del 80,59%, superior a la media estatal del 80,09%: la alfabetización masculina es del 89,31%, y la alfabetización femenina del 71,89%.